# SEAT Málaga
SEAT Málaga (кодова назва 023A) — чотиридверний седан, що виготовлявся іспанським автовиробником SEAT з 1985 по 1991 рік, названий на честь міста Малага в Андалусії на півдні Іспанії.
Автомобіль можна вважати версією седан SEAT Ibiza, обоє автомобілів були побудовані на базі SEAT Ronda, яка є рестайлінгововою версією SEAT Ritmo, яка, у свою чергу, була переробленою версією Fiat Ritmo. У цьому сенсі Малага найбільш схожа на седан Fiat Regata, яка є версією хетчбека Fiat Ritmo. Однак, SEAT Málaga та Fiat Regata були розроблені окремо, оскільки два виробники вже припинили своє партнерство до моменту запуску цих двох моделей седанів.
Виробництво автомобіля закінчилася в травні 1991 року, після того, як компанія Volkswagen Group викупила компанію SEAT і почала виготовляти SEAT Córdoba, що була запущена в виробництво наприкінці 1993 року. Малага продавався порівняно добре в Іспанії, але на експортних ринках продавалася погано, незважаючи на те, що автомобіль оснащувався системою керування двигуном розробки Porsche, як і Ibiza. Всього виготовлено 231 852 автомобілів Малага.
Малага продавалася в Греції як SEAT Gredos, названа на честь іспанського гірського масиву Сьєрра-де-Гредос, тому що слово Малага вважалося занадто схожим на малака, повсюдне грецьке прислів'я.